# Reimar Gradischnik
Reimar Gradischnik (* 17. Jänner 1941 in Villach) ist ein ehemaliger österreichischer Politiker (SPÖ) und Richter. Gradischnik war von 1979 bis 1990 Abgeordneter zum Österreichischen Nationalrat.

## Leben
Gradischnik besuchte nach der Volksschule die Mittelschule in Villach und studierte danach Rechtswissenschaften an der Universität Graz. Er promovierte 1966 zum Doktor und absolvierte danach eine Richterausbildung in Graz. Gradischnik war in der Folge Richter an verschiedenen Gerichten in Kärnten und war zuletzt Vorsteher des Bezirksgerichtes Obervellach.
Gradischnik trat 1974 der SPÖ bei und wurde 1975 Mitglied des Bezirksausschusses der SPÖ Spittal an der Drau. 1979 wurde er zudem Bezirksobmann-Stellvertreter und Mitglied der Landeskontrollkommission der SPÖ Kärnten. Gradischnik vertrat die SPÖ vom 5. Juni 1979 bis zum 4. November 1990 im Nationalrat und war ab 1978 Obmann der Bezirksorganisation des BSA Spittal und ab 1980 Obmann der Mietervereinigung der Landesorganisation Kärnten.

## Auszeichnungen
- 1987: Großes Goldenes Ehrenzeichen für Verdienste um die Republik Österreich[1]